# Tremsbüttel
Tremsbüttel település Németországban, Schleswig-Holstein tartományban. Lakosainak száma 1920 fő (2023. december 31.).

## Népesség
A település népességének változása:
| Lakosok száma | 1189 | 2002 | 1965 | 1934 | 1922 | 1920 |
|               | 1975 | 2017 | 2019 | 2021 | 2022 | 2023 |